# بيل ديفلن
بيل ديفلن هو سياسي أمريكي، ولد في 1947. نشط حزبياً في الحزب الجمهوري. وقد انتخب عضو مجلس نواب داكوتا الشمالية ‏.